# 樽水村
樽水村（たるみむら）は、愛知県知多郡にあった村。現在の常滑市の一部にあたる。

## 地理
知多半島中央部、伊勢湾岸に位置していた。

## 歴史
- 江戸時代は尾張藩領で横須賀代官所支配であった[2]。
- 1878年（明治11年）知多郡佐合村の一部となる[2]。
- 1883年（明治16年）佐合村から分立して樽水村となる[2]。
- 1889年（明治22年）10月1日、町村制の施行により、知多郡樽水村が単独で村制施行し樽水村が発足[1][2]。大字は編成せず[2]。
- 1904年（明治37年）豊田・玉井織布工場設立[2]
- 1906年（明治39年）5月1日、知多郡西阿野村、苅屋村、古場村と合併し、枳豆志村を新設して廃止された[1][2]。合併後、枳豆志村樽水となる[2]。

### 地名の由来
以下の諸説あり。
1. 垂水の転訛。製塩に由来。
2. 古くは垂水は滝を指すが、滝の存在は考えられず、樽水川が多少流れの速い状態で海に垂れ落ちるのを意味した。

## 産業
- 農業[2]

## 教育
- 1874年（明治7年）養風学校設立[2]。1876年（明治9年）樽水学校に改称[2]。